# Попова Наталія Ігорівна
Наталія Ігорівна Попова — українська фігуристка, що виступає у жіночому одиночному катанні. П'ятиразова чемпіонка країни (2010, 2012 2013—2015 років). Станом на січень 2017 року обіймає 1-е місце в рейтингу Міжнародного союзу ковзанярів.

## Кар'єра
Наталія Попова виграла свій дебютний чемпіонат України в 2010 році. Майже весь сезон 2010—2011 вона була змушена пропустити через травму.
У 2012 році Наталя виборола друге золото національної першості.

## Особисте життя
Наталя народилася в Сімферополі, але, коли їй виповнився рік, батьки поїхали з України. Сім'я жила в Сан-Франциско (США), потім в Канберрі (Австралія), а коли Наташі було 6 років переїхали до Канади. У Канаді, в 1999 році, Наталя і почала займатися фігурним катанням. Попова переїхала з Канади в США для тренувань у Віктора Петренка.

## Спортивні досягнення
| Змагання                              | 2009—2010 | 2010—2011 | 2011—2012 | 2012—2013 | 2013—2014 | 2014—2015 |
| ------------------------------------- | --------- | --------- | --------- | --------- | --------- | --------- |
| Олімпійські ігри; особистий залік     |           |           |           |           | 28        |           |
| Олімпійські ігри; командний залік     |           |           |           |           | 9         |           |
| Чемпіонати світу                      |           |           | 17        | 15        | 21        | 25        |
| Чемпіонати Європи                     | 18        |           | 12        | 19        | 23        | 16        |
| Чемпіонати України                    | 1         |           | 1         | 1         | 1         | 1         |
| Етапи Гран-прі: Bompard               |           |           |           |           | 9         |           |
| Етапи Гран-прі: Skate Canada          |           |           |           |           | 7         |           |
| Етапи Гран-прі: Skate America         |           |           |           |           |           | 11        |
| Warsaw Cup                            |           |           |           | 2         |           |           |
| Finlandia Trophy                      |           |           |           | 4         |           |           |
| Ice Challenge                         |           | 2         | 2         |           |           |           |
| Золотий коник Загреба                 |           |           |           |           |           | 17        |
| NRW Trophy                            | 8         |           | 10        |           | 8         |           |
| Міжнародний кубок Ніцци               | 16        | 5         | 2         | 4         |           | 4         |
| Міжнародний Кубок України             |           |           |           |           | 1         |           |
| Етапи Гран-прі серед юніорів, Естонія |           | 11        |           |           |           |           |
| Етапи Гран-прі серед юніорів, Румунія |           | 7         |           |           |           |           |
| Етапи Гран-прі серед юніорів, Австрія |           |           | 10        |           |           |           |